# 多賀城駐屯地
多賀城駐屯地（たがじょうちゅうとんち）は、宮城県多賀城市丸山2-1-1に所在し、第22即応機動連隊等が駐屯する陸上自衛隊の駐屯地である。
駐屯地司令は、第22即応機動連隊長が兼務。最寄の演習場は、王城寺原演習場。

## 沿革
日本海軍
- 1942年（昭和17年）：海軍工廠の建設が始まる。工事は大林組や菅原組などが行い、北側の丘陵地（松島丘陵の一部）から土砂を採取して田圃を埋め立てて造られた。
- 1943年（昭和18年）11月：多賀城海軍工廠（横須賀鎮守府所属）が開廠。
- 1945年（昭和20年）8月：終戦に伴い多賀城海軍工廠が閉廠。

進駐軍
- 占領期：工廠跡地は連合国軍進駐軍の駐屯地「キャンプ・ローパー」(Camp Loper) として使用[2]。

陸上自衛隊多賀城駐屯地
- 1954年（昭和29年）12月5日：

1. 多賀城市民の誘致運動により第6管区総監部が福島駐屯地から移駐。
2. 工廠跡地の一部を用いて「多賀城駐屯地」が開設[3]。

- 1955年（昭和30年）12月5日：多賀城駐屯地の分屯地として、霞目分屯地が開設[4]。
- 1957年（昭和32年）12月10日：霞目分屯地が駐屯地に昇格し、霞目駐屯地が開設。
- 1961年（昭和36年）8月10日：

1. 第6管区総監部が神町駐屯地へ移駐。
2. 第22普通科連隊が仙台駐屯地から移駐。
3. 東北地区補給処多賀城燃料支処が新設。

- 1999年（平成11年）3月29日：第38普通科連隊が八戸駐屯地から移駐。
- 2006年（平成18年）3月27日：東北方面混成団の新編による改編等。

1. 第6後方支援連隊第2整備大隊第2普通科直接支援中隊（第22普通科連隊を支援）を新編。
2. 第119教育大隊の新編され、東北方面混成団に隷属。
3. 第38普通科連隊が東北方面混成団の隷下部隊となり一部が八戸駐屯地へ移駐。
4. 東北方面後方支援隊第301普通科直接支援中隊（第38普通科連隊を支援）を新編。

- 2011年（平成23年）3月11日：東北地方太平洋沖地震（東日本大震災）が発生。砂押川から逆流してきた津波が襲来し[5]、災害派遣準備中に駐屯地内の南側が冠水。派遣準備を整えグラウンド等に整列していた車列も水没した[6]。東北方面区での新入隊員教育は不可能となり、平成23年度新規採用者の教育は他方面隊に振り分けて実施。
- 2019年（平成31年）3月26日：

1. 第22普通科連隊を廃止・改編し、第22即応機動連隊を新編。
2. 第6後方支援連隊第2整備大隊第2普通科直接支援中隊（第22普通科連隊を支援）を廃止・改編し、第6後方支援連隊第2整備大隊即応機動直接支援中隊（第22即応機動連隊を支援）を新編。

## 駐屯部隊

### 東北方面隊隷下部隊
- 第6師団（一部）
  - 第22即応機動連隊（主力）
    - 第22即応機動連隊本部
    - 本部管理中隊
    - 第1普通科中隊
    - 第2普通科中隊
    - 第3普通科中隊
    - 火力支援中隊

  - 第6後方支援連隊（一部）
    - 第2整備大隊（一部）
      - 即応機動直接支援中隊（主力）：第22即応機動連隊を支援　※機動戦闘車直接支援小隊は大和駐屯地に分駐
- 東北方面混成団
  - 第38普通科連隊（主力）
    - 第38普通科連隊本部
    - 本部管理中隊
    - 第1普通科中隊
    - 第2普通科中隊
    - 重迫撃砲中隊

  - 第119教育大隊
    - 第119教育大隊本部
    - 第304共通教育中隊
    - 第340共通教育中隊
    - 第341共通教育中隊
- 東北方面後方支援隊（一部）
  - 第301普通科直接支援中隊：第38普通科連隊を支援
- 東北補給処（一部）
  - 多賀城燃料支処
- 東北方面会計隊（一部）
  - 第381会計隊
- 東北方面システム通信群（一部）
  - 第103基地システム通信大隊（一部）
    - 第303基地システム通信中隊（一部）
      - 多賀城派遣隊
- 多賀城駐屯地業務隊

### 防衛大臣直轄部隊
- 警務隊（一部）
  - 東北方面警務隊（一部）
    - 第124地区警務隊（一部）
      - 多賀城派遣隊

## 最寄の幹線交通
- 高速道路：三陸沿岸道路仙台港北IC
- 一般道路：国道4号、国道45号、宮城県道10号塩釜亘理線、宮城県道23号仙台塩釜線、宮城県道58号塩釜七ヶ浜多賀城線
- 鉄道：JR東日本仙石線 多賀城駅
- 港湾：仙台塩釜港（特定重要港湾）、石巻港（重要港湾）
- 飛行場：仙台空港（第二種空港）松島基地、霞目飛行場（その他の飛行場）

## 重要施設
- 原燃マシナリー（ウラン濃縮遠心分離機の開発・設計・製造）（仙台市宮城野区）
- ENEOS仙台製油所（原油処理能力は日量14.5万バレル）（仙台市宮城野区）
- コスモ石油塩釜油槽所（貯蔵容量は3.7万kl）（塩竈市）
- 東京航空局石巻航空路監視レーダー事務所（石巻市）
- 国見浄水場（仙台市青葉区）
- 中原浄水場（仙台市青葉区）
- 茂庭浄水場（仙台市太白区）
- 南蒲生浄化センター（仙台市宮城野区）

## その他
- 1943年（昭和18年） 多賀城海軍工廠およびその家族住宅に給水するために上水道施設が設置された。これを基幹として、現在の多賀城市の上水道は整備されている[7]。多賀城海軍工廠の施設であった天の山配水池は、現在、多賀城市と塩竈市の一部に給水している[8]。
- 1945年（昭和20年）4月 慶應義塾大学工学部が空襲を受けて校舎が焼失したため、機械工学科学生が多賀城海軍工廠に約2ヶ月間動員された[9]。
- 多賀城村（現在の多賀城市）の1/4の面積を占めたとされる多賀城海軍工廠は、進駐軍から返還されると、多賀城駐屯地のほかに東北管区警察学校、東北学院大学多賀城キャンパス、仙台港北部の工場地帯などになった[10][11]。1984年（昭和59年）10月31日に多賀城市に払い下げられた17,543m2（土地7億8984万4千円、立木竹31万9千円）には、現在、多賀城市文化センターが設置されている。
- 仙台臨海鉄道臨海本線は、多賀城海軍工廠専用線の路盤の一部を用いている。両線の経路は仙台北港駅までほぼ同じであるが、海軍工廠専用線は同駅から北に現在の多賀城駐屯地まで繋がっていた[10]。
- 宮城郡松島町に、多賀城海軍工廠の支廠があり、地下工場もあった[12][13]。

## アクセス
- JR仙石線・多賀城駅より徒歩28分。
- 仙台東部道路・仙台港北ICから4km